# 甲硫醛-S-硫化物
甲硫醛-S-硫化物是一种无机化合物，化学式为CH2S2。它可由1,2,4-三硫代环戊烷在高真空中热解（950 °C，10-5 mbar）得到，该反应会同时产生少量的二硫代环丙烷。对其光照会接近完全地转化为二硫代环丙烷。
1,2,4-三硫代环戊烷-4-S-硫化物在650 °C真空中热解，也会产生甲硫醛-S-硫化物。